# 1822 في الولايات المتحدة
فيما يلي قوائم الأحداث التي وقعت خلال عام 1822 في الولايات المتحدة.

## سياسة

### تعيين في المنصب
- 5 يناير – البيون باريس حاكم مين [الإنجليزية]‏.
- 24 يناير – أوغسطس قيصر رودني عضو مجلس الشيوخ الأمريكي.
- 12 سبتمبر – راتليف بون حاكم إنديانا [الإنجليزية]‏.
- 8 أكتوبر – والتر فوروارد عضو مجلس النواب الأمريكي.
- 5 ديسمبر – إدوارد كولز حاكم إلينوي [الإنجليزية]‏.
- 5 ديسمبر – وليام هندريكس حاكم إنديانا [الإنجليزية]‏.

### انتهاء فترة المنصب
- 1 يناير – جون تايلور نائب حاكم نيويورك [الإنجليزية]‏.
- 24 يناير – أوغسطس قيصر رودني عضو مجلس النواب الأمريكي.
- 25 فبراير – ويليام بينكني عضو مجلس الشيوخ الأمريكي.
- 1 ديسمبر – توماس مان راندولف حاكم فرجينيا [الإنجليزية]‏.
- 5 ديسمبر – راتليف بون حاكم إنديانا [الإنجليزية]‏.
- 5 ديسمبر – شدرخ بوند حاكم إلينوي [الإنجليزية]‏.
- 31 ديسمبر – ديويت كلينتون حاكم نيويورك [الإنجليزية]‏.

## مواليد

### يناير
- 27 يناير – توماس ل كين ضابط من الولايات المتحدة الأمريكية.

### مارس
- 9 مارس – جون برادي قاضي أمريكي.

### أبريل
- 26 أبريل – فريدريك لو أولمستد
- 27 أبريل – يوليسيس جرانت سياسي أمريكي.

### مايو
- 18 مايو – ماثيو برادي مصور أمريكي.

### يونيو
- 10 يونيو – جون جاكوب أستور الثالث

### أغسطس
- 8 أغسطس – جورج ستونمان سياسي أمريكي.
- 14 أغسطس – جيمس وليام مارشال سياسي أمريكي.
- 25 أغسطس – غاردينر غرين هوبارد محامي أمريكي.

### أكتوبر
- 4 أكتوبر – رذرفورد هايز سياسي أمريكي.

### نوفمبر
- 4 نوفمبر – سيلاس بريان سياسي أمريكي.

### ديسمبر
- 5 ديسمبر – إليزابيث كابوت أغاسيز

## وفيات

### فبراير
- 25 فبراير – ويليام بينكني (مواليد 1764) سياسي أمريكي.

### مارس
- 9 مارس – ناثانيل سميث (مواليد 1762) سياسي أمريكي.

### أبريل
- 22 أبريل – وليم جونز (مواليد 1753) سياسي من الولايات المتحدة الأمريكية.

### مايو
- 8 مايو – جون ستارك (مواليد 1728) ضابط من الولايات المتحدة الأمريكية.